# Ipomoea patula
Ipomoea patula är en vindeväxtart som beskrevs av Jacques Denys Denis Choisy. Ipomoea patula ingår i släktet praktvindor, och familjen vindeväxter. Inga underarter finns listade i Catalogue of Life.